# Speranza Motors

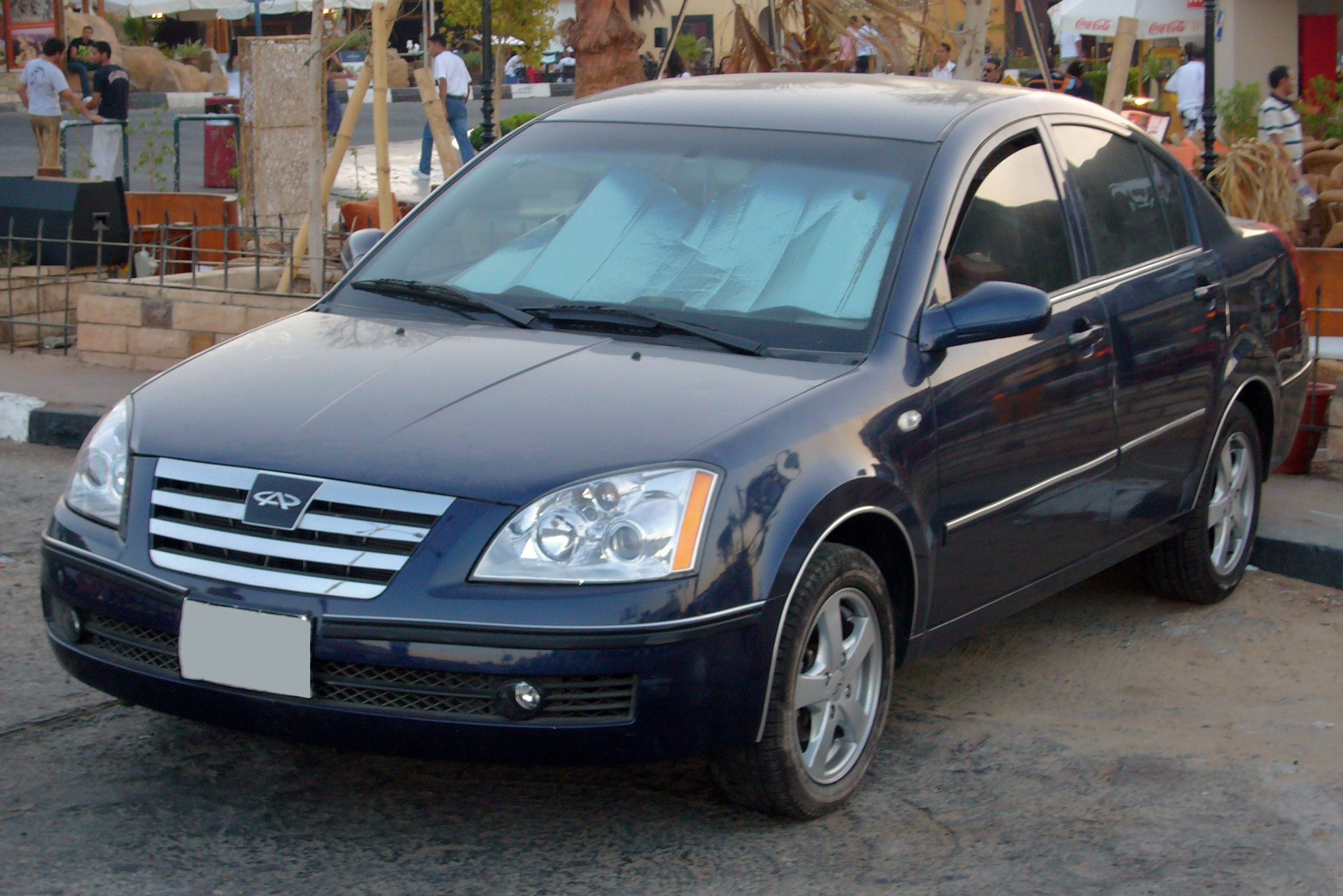
Speranza Chery A5

 Speranza Motors, Ltd  Египетская компания, производитель автомобилей, базирующаяся в Маади, Каир. Является частью концерна Daewoo Motor Египет (DME), который сам принадлежит к Aboul Fotouh Group. Завод концерна расположен в городе им. 6-октября . 
Компания была основана в начале 1980-х годов в качестве импортера японских автомобилей. Сборочный цех начал свою деятельность с производства автомобилей Daewoo среднего класса в 1998 году. В 2006 году компания начала сборку автомобилей китайской марки Chery. Все автомобили производимые на заводах компании выпускаются под торговой маркой Speranza.